# 1992–1993-as magyar női kosárlabda-bajnokság
Az 1992–1993-as magyar női kosárlabda-bajnokság az ötvenhatodik magyar női kosárlabda-bajnokság volt. Huszonnégy csapat indult el, a csapatok az előző évi szereplés alapján két csoportban (A csoport: 1-12. helyezettek, B csoport: 13-20. helyezettek plusz a négy feljutó) két kört játszottak. Az alapszakasz után az A csoport 1-8. helyezettjei play-off rendszerben játszottak a bajnoki címért, az A csoport 9-12. és a B csoport 1-4. helyezettjei az egymás elleni eredményeiket megtartva a másik csoportból jövőkkel újabb két kört játszottak, majd play-off rendszerben játszottak az A csoportba kerülésért, a B csoport 5-12. helyezettjei pedig play-off rendszerben játszottak a kiesés elkerüléséért.
A bajnokságot 24 csapatosra bővítették, ezért az előző évi kiesők is indulhattak.
A Sabaria SE új neve Sabaria KC lett.

## Alapszakasz

### A csoport
| #   | Csapat                 | M  | Gy | V  | K+   | K-   | P  |
| --- | ---------------------- | -- | -- | -- | ---- | ---- | -- |
| 1.  | Soproni VSE-Raabersped | 22 | 19 | 3  | 1970 | 1638 | 41 |
| 2.  | Diósgyőri KSK-SeM      | 22 | 18 | 4  | 1802 | 1505 | 40 |
| 3.  | MTK-CNC                | 22 | 17 | 5  | 1762 | 1507 | 39 |
| 4.  | BSE-Merci              | 22 | 15 | 7  | 1659 | 1431 | 37 |
| 5.  | Pécsi VSK-Co-Order     | 22 | 14 | 8  | 1652 | 1583 | 36 |
| 6.  | Tungsram SC            | 22 | 12 | 10 | 1655 | 1451 | 34 |
| 7.  | BSC Szarvas            | 22 | 10 | 12 | 1656 | 1662 | 32 |
| 8.  | BEAC-Mol Rt.           | 22 | 9  | 13 | 1610 | 1738 | 31 |
| 9.  | Univer Kecskeméti SC   | 22 | 8  | 14 | 1484 | 1566 | 30 |
| 10. | Szeged SC              | 22 | 5  | 17 | 1602 | 1852 | 27 |
| 11. | Sabaria-Mörk KC        | 22 | 5  | 17 | 1509 | 1772 | 27 |
| 12. | Egis-OSC               | 22 | 0  | 22 | 1184 | 1840 | 22 |

### B csoport
| #   | Csapat                   | M  | Gy | V  | K+   | K-   | P  |
| --- | ------------------------ | -- | -- | -- | ---- | ---- | -- |
| 1.  | KSC Szekszárd            | 22 | 20 | 2  | 1837 | 1464 | 42 |
| 2.  | Soproni Postás           | 22 | 18 | 4  | 1779 | 1417 | 40 |
| 3.  | Közgáz-Matáv SC          | 22 | 16 | 6  | 1800 | 1491 | 38 |
| 4.  | Testnevelési Főiskola SE | 22 | 14 | 8  | 1440 | 1438 | 36 |
| 5.  | MÁV Nagykanizsai TE      | 22 | 13 | 9  | 1525 | 1551 | 35 |
| 6.  | Albacomp-Softco SC       | 22 | 10 | 12 | 1468 | 1438 | 32 |
| 7.  | Szolnoki MÁV MTE         | 22 | 9  | 13 | 1487 | 1508 | 31 |
| 8.  | Tatabányai SC            | 22 | 8  | 14 | 1352 | 1510 | 30 |
| 9.  | Ikarus SE                | 22 | 8  | 14 | 1357 | 1413 | 30 |
| 10. | Ganz Danubius-Inspirál   | 22 | 7  | 15 | 1359 | 1512 | 29 |
| 11. | Zala Volán MTE           | 22 | 6  | 16 | 1475 | 1766 | 28 |
| 12. | Komlói Bányász           | 22 | 3  | 19 | 1254 | 1625 | 25 |

* M: Mérkőzés Gy: Győzelem V: Vereség K+: Dobott kosár K-: Kapott kosár P: Pont

## Rájátszás

### 1–8. helyért
Negyeddöntő: Soproni VSE-Raabersped–BEAC-Mol Rt. 103–79, 78–70 és Diósgyőri KSK-SeM–BSC Szarvas 73–65, 75–63 és MTK-CNC–Tungsram SC 60–53, 88–80 és BSE-Merci–Pécsi VSK-Co-Order 77–59, 59–74, 71–65
Elődöntő: Soproni VSE-Raabersped–BSE-Merci 88–61, 70–73, 86–65, 89–76 és Diósgyőri KSK-SeM–MTK-CNC 57–68, 69–76, 71–78
Döntő: Soproni VSE-GYSEV–MTK-CNC 101–78, 75–70, 91–87
3. helyért: Diósgyőri KSK-SeM–BSE-Merci 74–55, 67–69, 63–56, 69–62
5–8. helyért: Pécsi VSK-Co-Order–BEAC-Mol Rt. 90–82, 59–76, 83–80 és Tungsram SC–BSC Szarvas 102–72, 67–65
5. helyért: Pécsi VSK-Co-Order–Tungsram SC 74–75, 69–95
7. helyért: BSC Szarvas–BEAC-Mol Rt. 67–73, 68–61, 82–85

### 9–16. helyért
| #   | Csapat                   | M  | Gy | V  | K+   | K-   | P  |
| --- | ------------------------ | -- | -- | -- | ---- | ---- | -- |
| 9.  | Univer Kecskeméti SC     | 14 | 13 | 1  | 1057 | 886  | 27 |
| 10. | Soproni Postás           | 14 | 10 | 4  | 1056 | 971  | 24 |
| 11. | Sabaria-Mörk KC          | 14 | 9  | 5  | 1078 | 986  | 23 |
| 12. | Szeged SC                | 14 | 8  | 6  | 1024 | 974  | 22 |
| 13. | KSC Szekszárd            | 14 | 6  | 8  | 968  | 992  | 20 |
| 14. | Közgáz-Matáv SC          | 14 | 5  | 9  | 1045 | 1069 | 19 |
| 15. | Egis-OSC                 | 14 | 4  | 10 | 894  | 1008 | 18 |
| 16. | Testnevelési Főiskola SE | 14 | 1  | 13 | 811  | 1047 | 15 |

9. helyért: Univer Kecskeméti SC–Soproni Postás 86–56, 68–59, 93–60
11–14. helyért: Sabaria-Mörk KC–Közgáz-Matáv SC 100–90, 67–66, 91–76 és Szeged SC–KSC Szekszárd 84–64, 51–60, 85–67, 52–62, 61–64
11. helyért: Sabaria-Mörk KC–KSC Szekszárd 96–80, 81–80
13. helyért: Szeged SC–Közgáz-Matáv SC 70–63, 70–59
15. helyért: Egis-OSC–Testnevelési Főiskola SE 73–66, 44–51, 59–54, 55–57, ?

### 17–24. helyért
17–24. helyért: MÁV Nagykanizsai TE–Komlói Bányász 51–46, 66–48, 75–62 és Albacomp-Softco SC–Zala Volán MTE 79–65, 67–77, 74–79, 63–75 és Szolnoki MÁV MTE–Ganz Danubius-Inspirál 70–37, 67–62, 77–68 és Tatabányai SC–Ikarus SE 62–53, 48–53, 56–52, 53–59, 54–55
17–20. helyért: MÁV Nagykanizsai TE–Ikarus SE 82–80, 66–55 és Szolnoki MÁV MTE–Zala Volán MTE 88–66, 77–64
17. helyért: MÁV Nagykanizsai TE–Szolnoki MÁV MTE 85–64, 62–68, 76–88
19. helyért: Ikarus SE–Zala Volán MTE 78–76, 51–75, 73–62
21–24. helyért: Tatabányai SC–Komlói Bányász 63–52, ?, 76–54 és Albacomp-Softco SC–Ganz Danubius-Inspirál ?, 51–64, 58–68, 50–71
21. helyért: Tatabányai SC–Ganz Danubius-Inspirál 56–68, ?, 59–48, 75–66
23. helyért: Albacomp-Softco SC–Komlói Bányász 94–47, ?
Megjegyzés: A ?-lel jelölt meccsek eredményét a Nemzeti Sport nem közölte.